# Callimus angulatus
Callimus angulatus је врста инсекта из реда тврдокрилаца (Coleoptera) и породице стрижибуба (Cerambycidae). Сврстана је у потпородицу Cerambycinae.

## Распрострањеност и станиште
Врста је распрострањена на подручју Европе (осим на северу), Јужног Кавказа, Блиског Истока и cеверне Африке. Широко је распрострањена на подручју Србије..

## Опис
Тело је једнобојно, металнозелене или металноплаве боје, врло ретко су пронотум и покрилца бакарне боје. Истурена рамена су добар карактер за разликовање ове врсте од других сличних врста. Величина тела је између 7 и 10 mm.

## Биологија
Животни циклус траје 1-2 године. Ларве се развијају у гранама болесног и мртвог листопадног дрвећа. Адулти се најчешће срећу на цвећу, од марта до јула. Као биљке домаћини јављају се врсте различитог листопадног дрвећа попут букве, храста, глога, јасена, смокве, питомог кестена, кавкаског бреста, граба и имеле.

## Статус заштите
Врста се налази на Европској црвеној листи сапроксилних тврдокрилаца.

## Синоними
- Saperda angulata Schrank, 1789
- Callimellum angulatum (Schrank, 1789)
- Callimus angulatum (Schrank, 1789) (misspelling)
- Callimus bourdini Mulsant, 1846
- Callidium cyaneum Fabricius, 1792 nec Geoffroy, 1785
- Callimus cyaneus (Fabricius, 1792)
- Stenopterus laetus Motschulsky, 1845
- Necydalis variabilis Bonelli, 1823